# Mammalia (classification phylogénétique)
Pour l'article général, voir Mammalia.

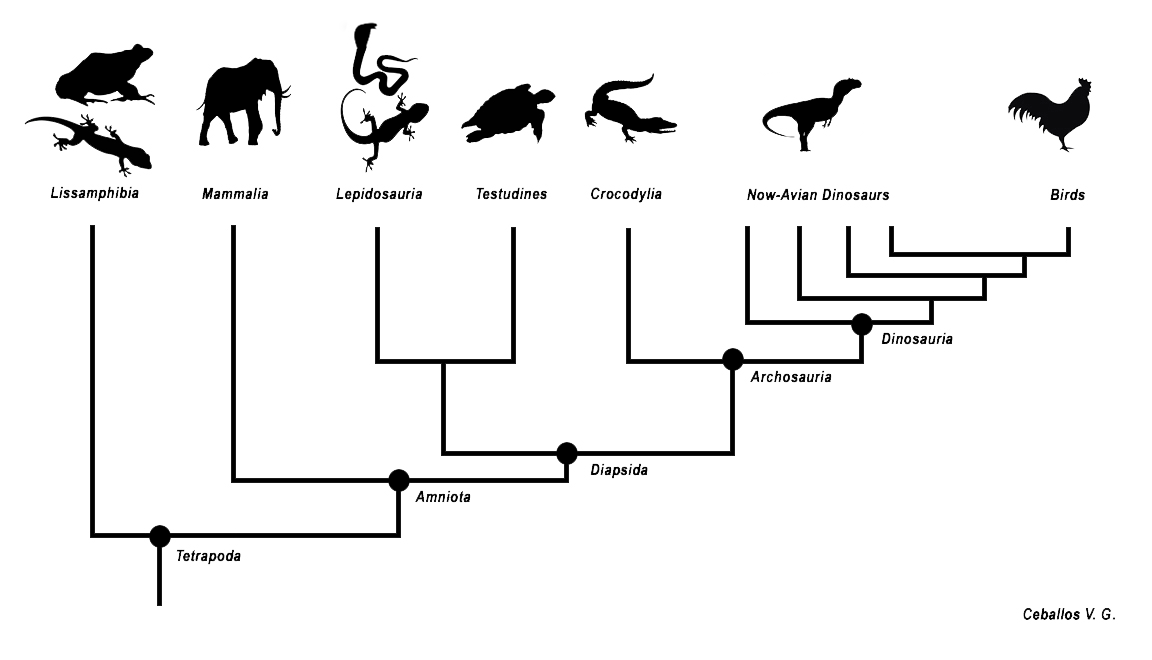
Cladogramme des tétrapodes illustrant la position phylogénétique des mammifères.

Cette page a pour objet de présenter un arbre phylogénétique des Mammalia (ou Mammifères), c'est-à-dire un cladogramme mettant en lumière les relations de parenté existant entre leurs différents groupes (ou taxa), telles que les dernières analyses reconnues les proposent. Ce n'est qu'une possibilité, et les principaux débats qui subsistent au sein de la communauté scientifique sont brièvement présentés ci-dessous, avant la bibliographie.

## Arbre phylogénétique
Le cladogramme présenté ici ne possède qu'une valeur indicative. Il n'est pas forcément consensuel, et on peut toujours se référer à la bibliographie au bas de l'article.
Le symbole ▲ renvoie à la partie immédiatement supérieure de l'arbre phylogénétique du vivant. Le signe ► renvoie à la classification phylogénétique du groupe considéré. Tout nœud de l'arbre portant plus de deux branches montre une indétermination de la phylogénie interne du groupe considéré.
Les habitudes typographiques des botanistes et des zoologistes sont différentes. Ici, par commodité de lecture, et certains groupes actuels relevant des deux domaines traditionnels, les noms de taxons supérieurs au genre sont tous écrits en caractères droits, les noms de genres ou d'espèces en italiques.
À la suite d'un taxon, sa période d'apparition, quand elle est connue, peut être indiquée suivant la légende suivante :
(Plé) : Pléistocène ; (Pli) : Pliocène ; (Mio) : Miocène ; (Oli) : Oligocène ; (Éoc) : Éocène ; (Pal) : Paléocène ; (Cré) : Crétacé ; (Jur) : Jurassique ; (Tri) : Trias ; (Per) : Permien ; (Car) : Carbonifère ; (Dév) : Dévonien ; (Sil) : Silurien ; (Ord) : Ordovicien ; (Camb) : Cambrien ; (Edi) : Édiacarien. Pour plus de précision si possible, (-) : inférieur ; (~) : moyen ; (+) : supérieur.

Arbre phylogénétique des ordres (en gras) de mammifères actuels:
- ▲
  - Mammalia
    - Prototheria
      - Monotremata

    - Theria
      - Eutheria
        - Placentalia
          - Xenarthra ►
            - Cingulata
            - Pilosa

          - Afrotheria
            - Afroinsectivora
              - Macroscelidea
              - Afrosoricida

            - Pseudoungulata
              - Tubulidentata
              - Paenungulata
                - Hyracoidea
                - Tethytheria
                  - Proboscidea
                  - Sirenia

          - Boreoeutheria
            - Euarchontoglires
              - Glires ►
                - Lagomorpha
                - Rodentia

              - Euarchonta
                - Scandentia
                - Primatomorpha
                  - Dermoptera
                  - Primates ►

            - Laurasiatheria
              - Eulipotyphla (Insectivora s.s.) ►
                - Erinaceomorpha
                - Soricomorpha

              - Scrotifera
                - Chiroptera ►
                - Fereuungulata
                  - Ferae
                    - Pholidota
                    - Carnivora ►

                  - Euungulata
                    - Perissodactyla ►
                    - Cetartiodactyla ►
                      - Cetacea ►

      - Metatheria
        - Marsupialia ►
          - Ameridelphia
            - Didelphimorphia
            - Paucituberculata

          - Australidelphia
            - Dasyuromorphia
            - Diprotodontia
            - Microbiotheria
            - Notoryctemorphia
            - Peramelemorphia

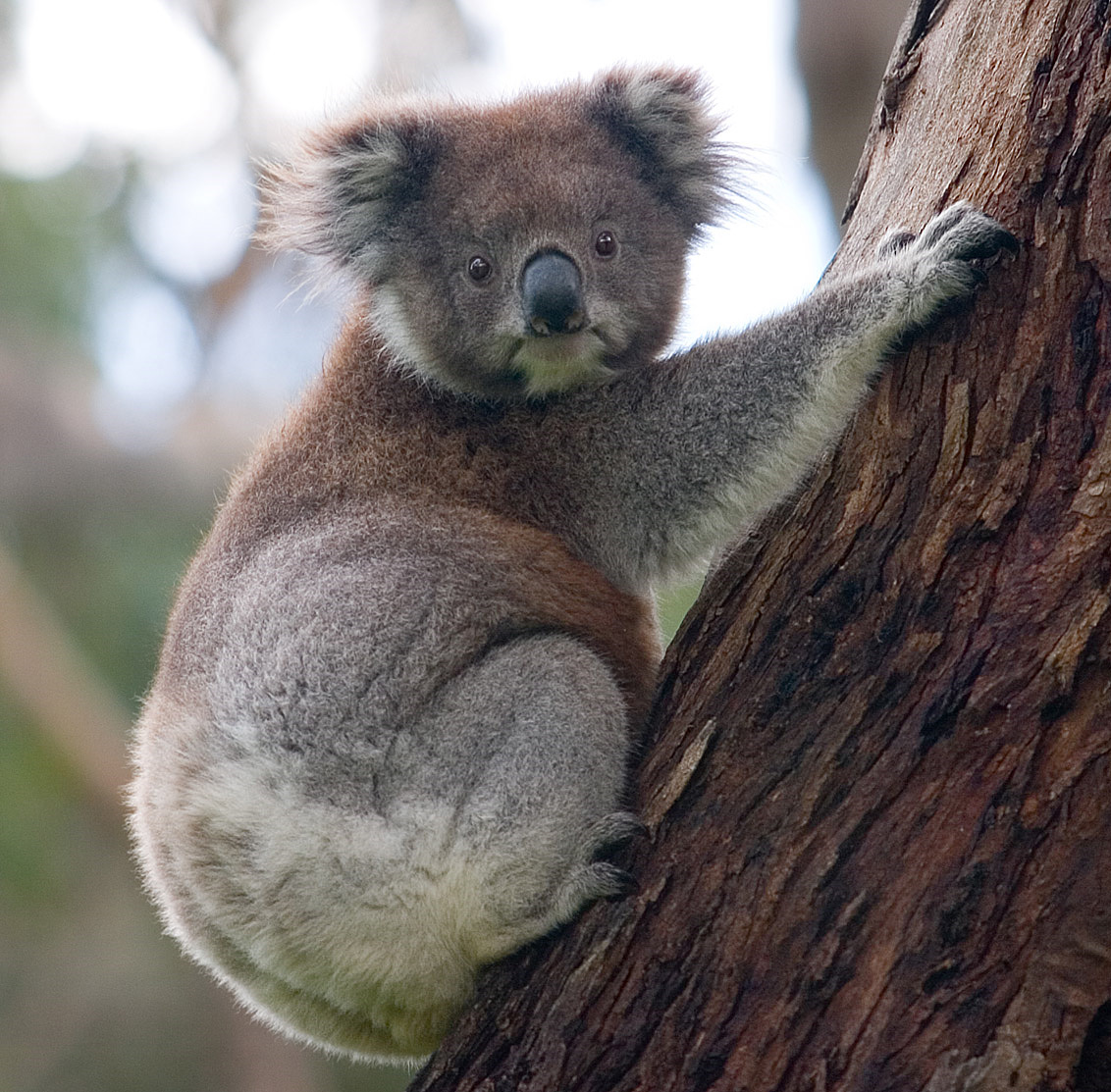
Koala (Phascolarctus cinereus, Phascolarctidae)
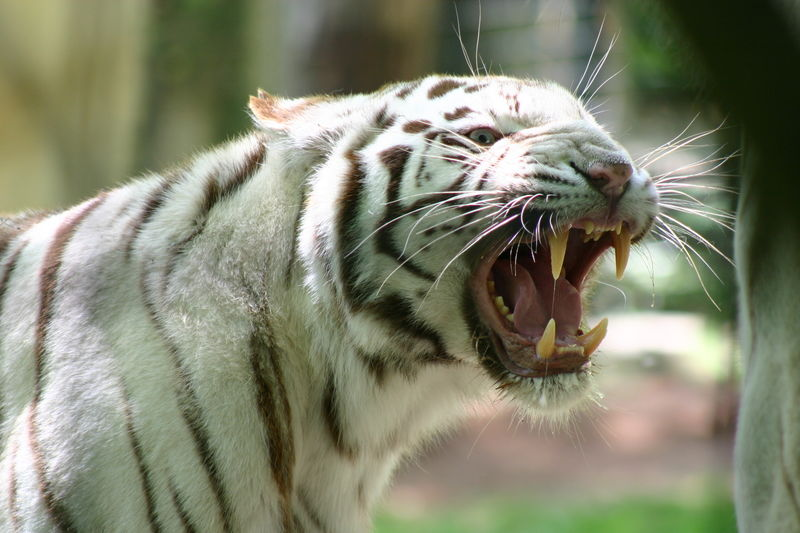
Tigre d'Asie à robe blanche (Panthera tigris)
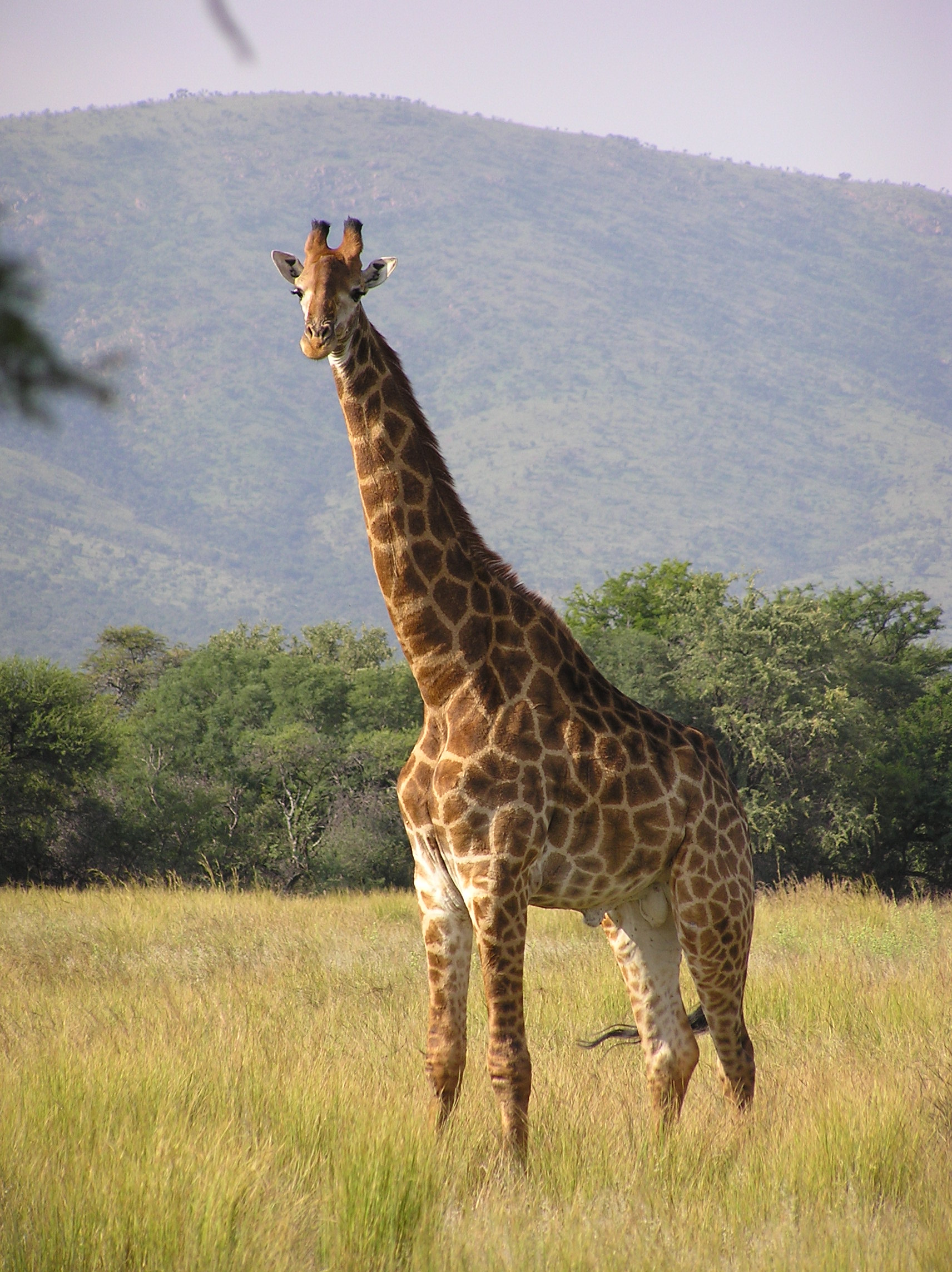
Girafe (Giraffa camelopardalis)
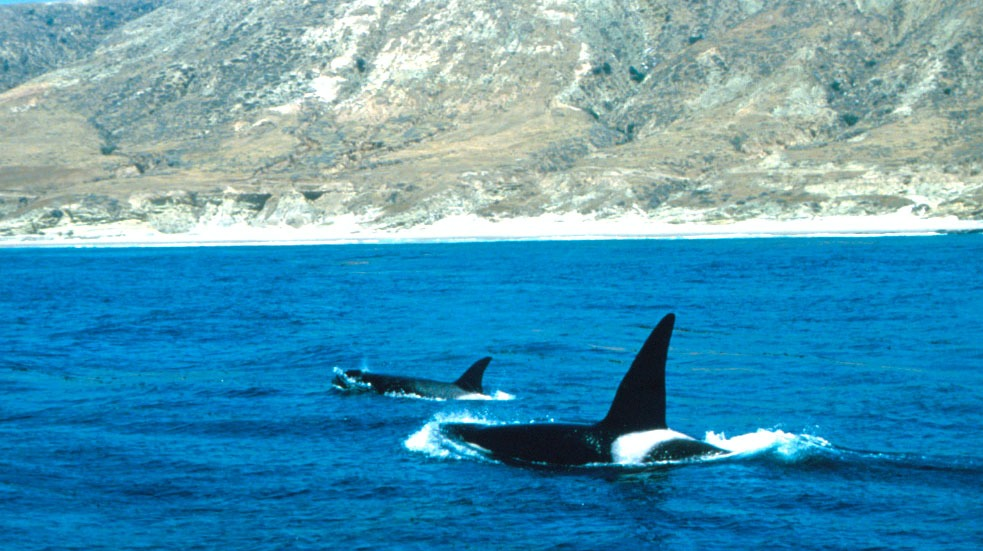
Orque (Orcina orca)
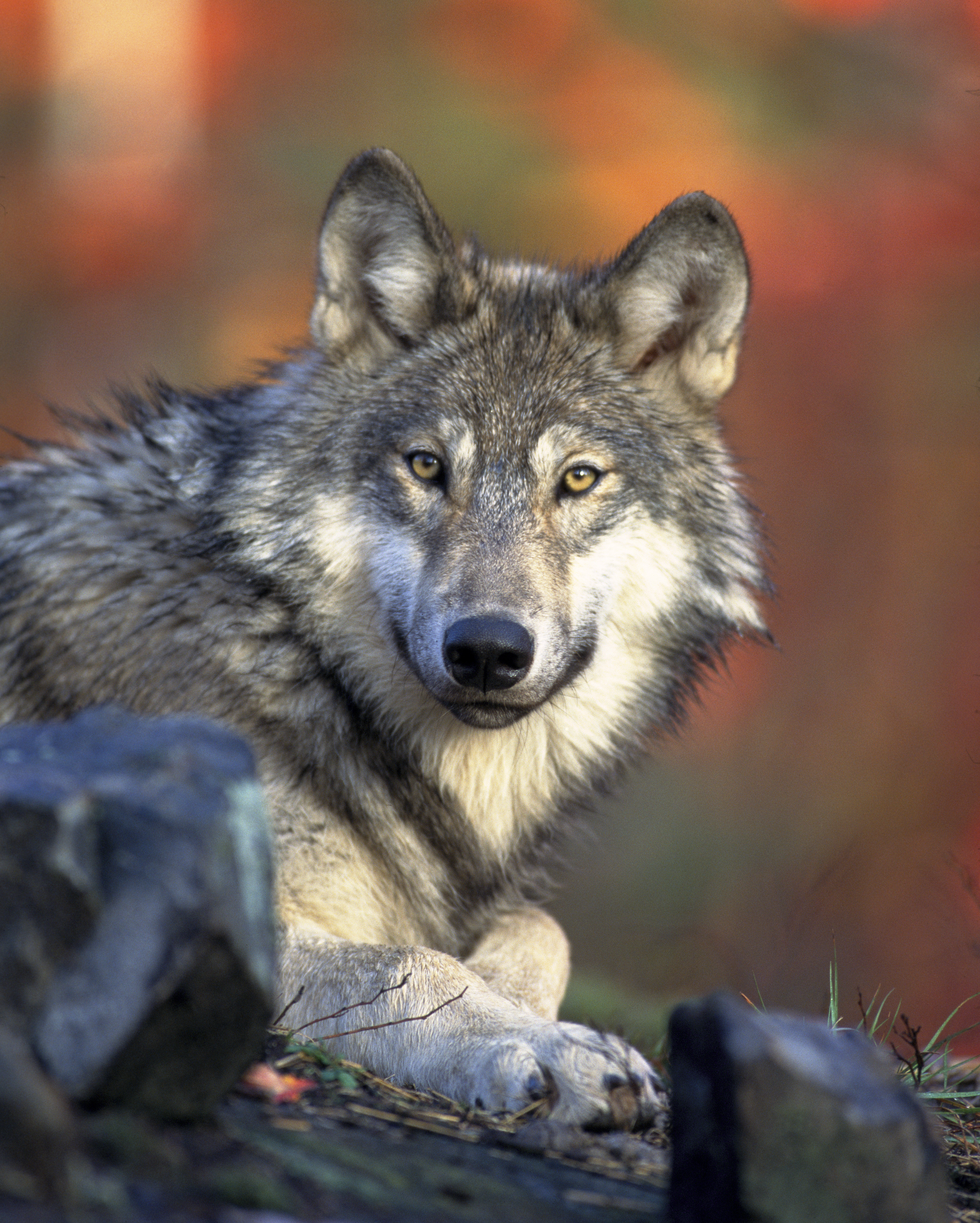
Loup d'Amérique (Canis lupus)
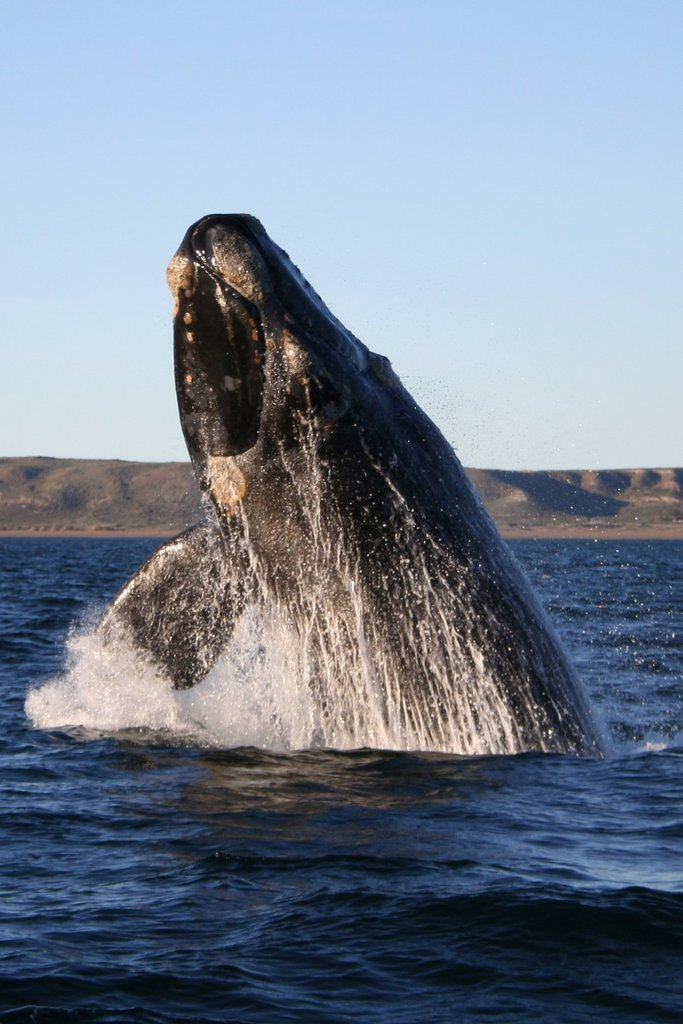
Baleine franche australe (Eubalaena australis)
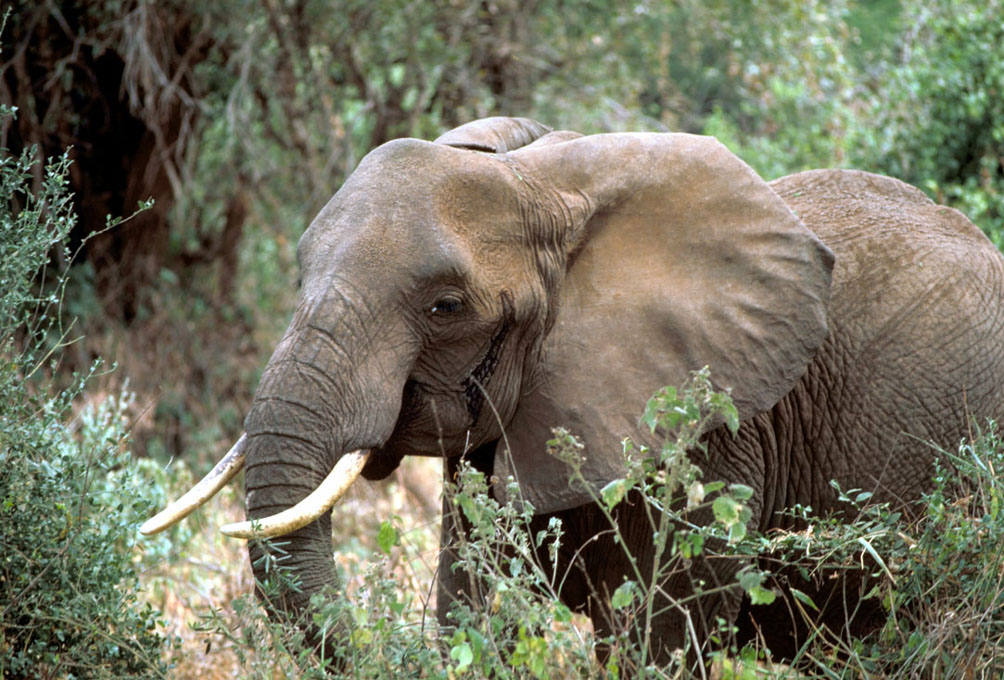
Éléphant de savane d'Afrique (Loxodonta africana)
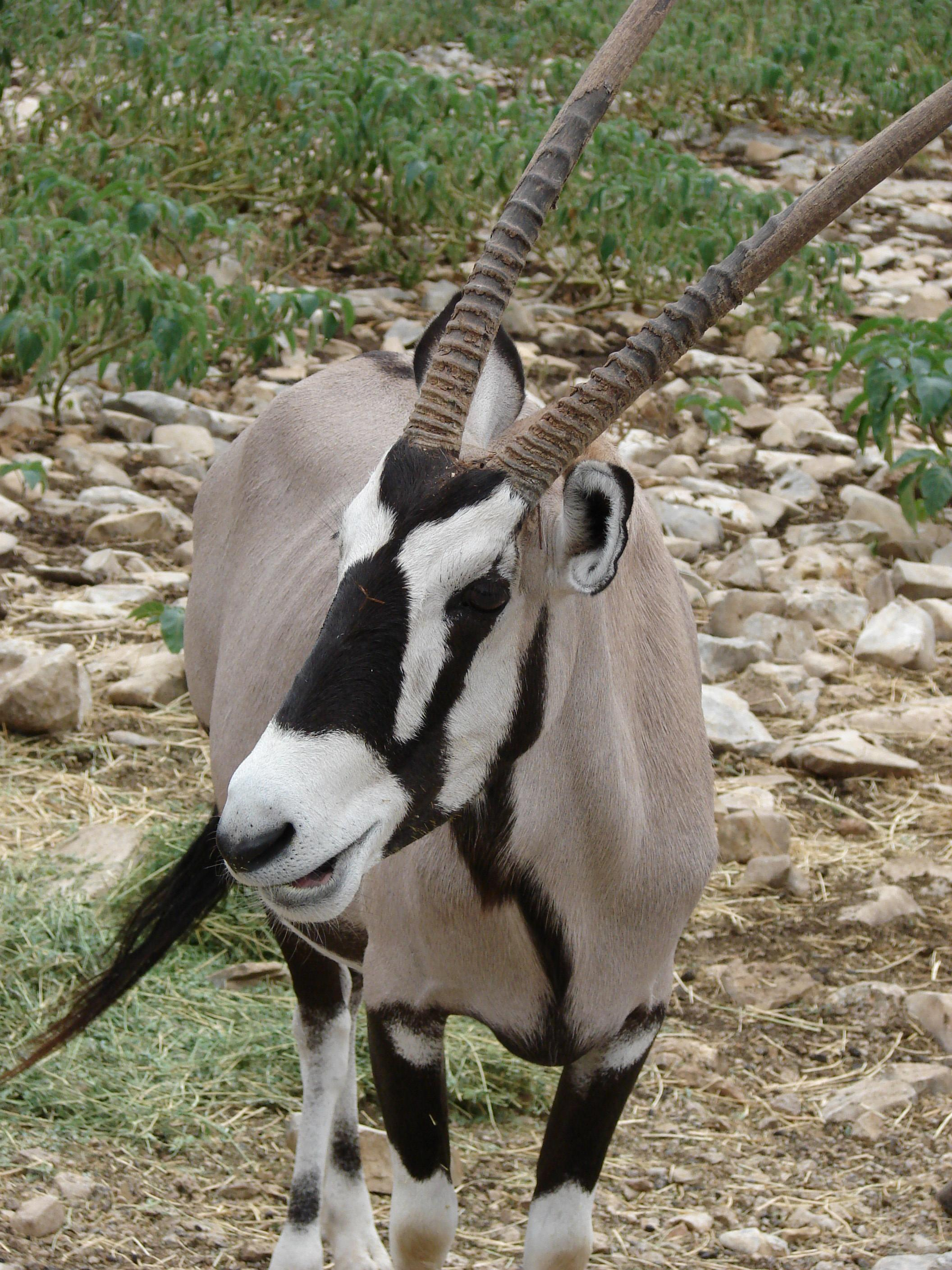
Oryx gazelle (Oryx gazella)
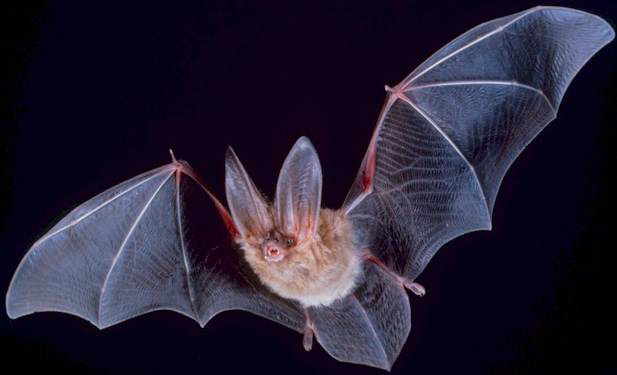
Chauve-souris (Corynorhinus townsendii)
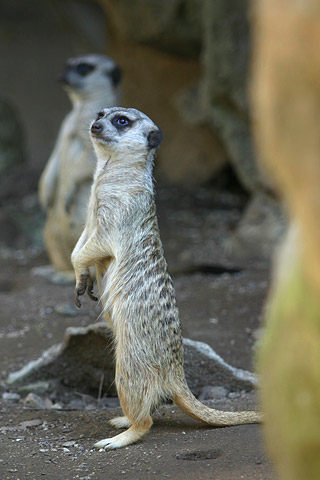
Suricate (Suricata suricatta)
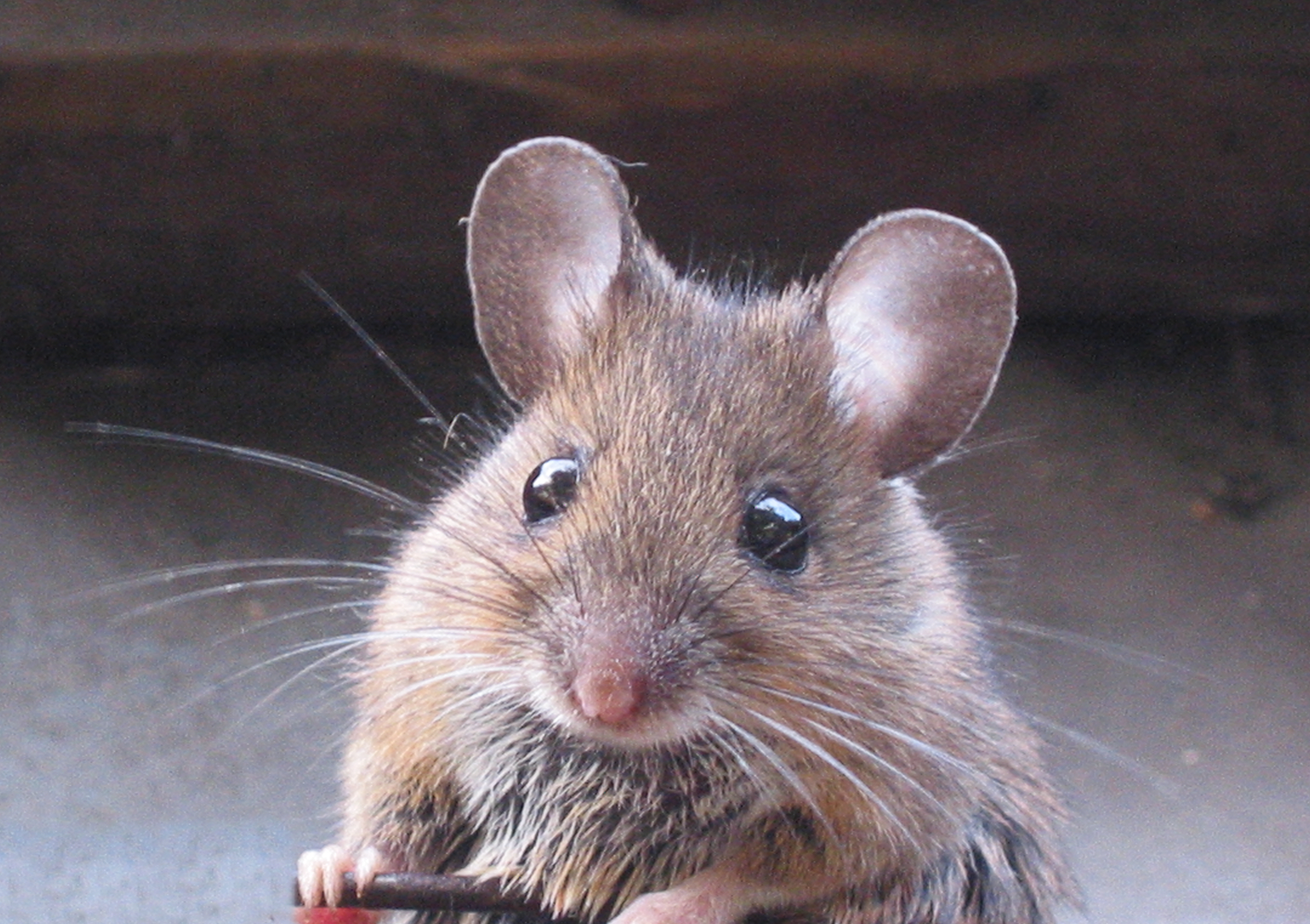
Souris domestique (Mus musculus)

## Débat scientifique relatif à la phylogénie desMammalia
La phylogénie des Mammifères est l'un des lieux où s'affrontent les tenants des analyses moléculaires et les paléontologues, bien que des deux côtés elle soit instable ! On a suivi ci-dessus les résultats courants des phylogénies moléculaires (cf. Murphy), d'où la place incertaine d'un certain nombre de taxa fossiles. Les Afrothériens apparaissent à la base de l'arbre des Placentaires, les Insectivores et les Ongulés, polyphylétiques, ont éclaté en plusieurs branches indépendantes.
Sur la difficulté de construire une phylogénie sur les seuls critères morphologiques (seuls disponibles pour les fossiles), il est profitable de lire l'article de 2007 de Springer et alii.
Est proposée ci-dessous l'une des dernières phylogénies en date tenant compte des fossiles et de leur date supposée : ici, les auteurs considèrent que les Placentaires sont apparus en gros à la limite Crétacé - Tertiaire, et que les Zhélestidés et autres taxa fossiles habituellement répartis près des différents groupes actuels sont des Euthériens pré-placentaires. L'arrangement des différents groupes de Placentaires est ici original tant par rapport aux anciennes classifications phénétiques que par rapport aux phylogénies moléculaires.

## En savoir plus

### Sources bibliographiques de référence
- Mark S. Springer, Angela Burk-Herrick, Robert Meredith, Eduardo Eizirik, Emma Teeling, Stephen J. O'Brien et William J. Murphy : « The Adequacy of Morphology for Reconstructing the Early History of Placental Mammals », Syst. Biol., vol. 56, no 4, 2007, p. 673-684
- J.R. Wible, G.W. Rougier, M.J. Novacek et R.J. Asher : « Cretaceous eutherians and Laurasian origin for placental mammals near the K/T boundary », Nature vol. 447, 2007, p. 1003-1006
- Kenneth David Rose : The Beginning of the Age of Mammals, Johns Hopkins University Press, Baltimore, 2006, 428 p.,  (ISBN 978-0801884726), extraits ici
- Shawn P. Zack, Tonya A. Penkrot, David W. Krause et Mary C. Maas : « A new apheliscine “condylarth” mammal from the late Paleocene of Montana and Alberta and the phylogeny of “hyopsodontids” », Acta Palaeontologica Polonica, vol. 50, no 4, 2005, p. 809–830
- Kenneth D. Rose et J. David Archibald : The rise of placental mammals: origins and relationships of the major extant clades, Johns Hopkins University Press, Baltimore, 2005,  (ISBN 978-0801880223)
- Mark S. Springer, Michael J. Stanhope, Ole Madsen et Wilfried W. de Jong : « Molecules consolidate the placental mammal tree », Treds in Ecology and Evolution, vol. 19, n°8, 2004, p. 430-438
- J. David Archibald : « Timing and biogeography of the eutherian radiation: fossils and molecules compared », Molecular Phylogenetics and Evolution, vol. 28, 2003, p. 350–359
- William J. Murphy, Eduardo Eizirik, Stephen J. O'Brien, Ole Madsen, Mark Scally, Christophe J. Douady, Emma Teeling, Oliver A. Ryder, Michael J. Stanhope, Wilfried W. de Jong et Mark S. Springer : « Resolution of the Early Placental Mammal Radiation Using Bayesian Phylogenetics », Science, vol. 294, no 5550, 2001, p. 2348-2351
- Richard L. Cifelli : « Early mammalian radiations », Journal of Paleontology, 2001

### Sources Internet
- Darren Naish (2008) « Invasion of the marsupial weasels, dogs, cats and bears... or is it? » sur Tetrapod Zoology
- Michael J. Ryan (2007) « Maelestes & the Origin of Placental Mammals » sur Palaeoblog
- Paleocene mammals of the world
- The Ultimate Ungulate Page
- Mikko's Phylogeny Archive
- The Taxonomicon
- Palaeos.org
- Micro*scope
- NCBI Taxonomy Browser
- The Tree of Life Web Project